# Зиновьев, Григорий Евсеевич
Григо́рий Евсе́евич Зино́вьев (при рождении — Овсей-Гершен Аронович Радомысльский; 11 (23) сентября 1883, Елисаветград, Российская империя — 25 августа 1936, Москва, СССР) — российский революционер, советский политический и государственный деятель. Член Политбюро ЦК партии (1921—1926), кандидат в члены Политбюро ЦК РКП(б) (1919—1921). Член Оргбюро ЦК РКП(б) (1923—1924).
После смерти Ленина — один из главных претендентов на лидерство в партии. Активный участник внутрипартийной борьбы 1920-х годов. Трижды (в 1927, 1932 и 1934 годах) исключался из ВКП(б) и дважды восстанавливался в ней. Расстрелян, посмертно реабилитирован в 1988 году.

## Биография

### До революции

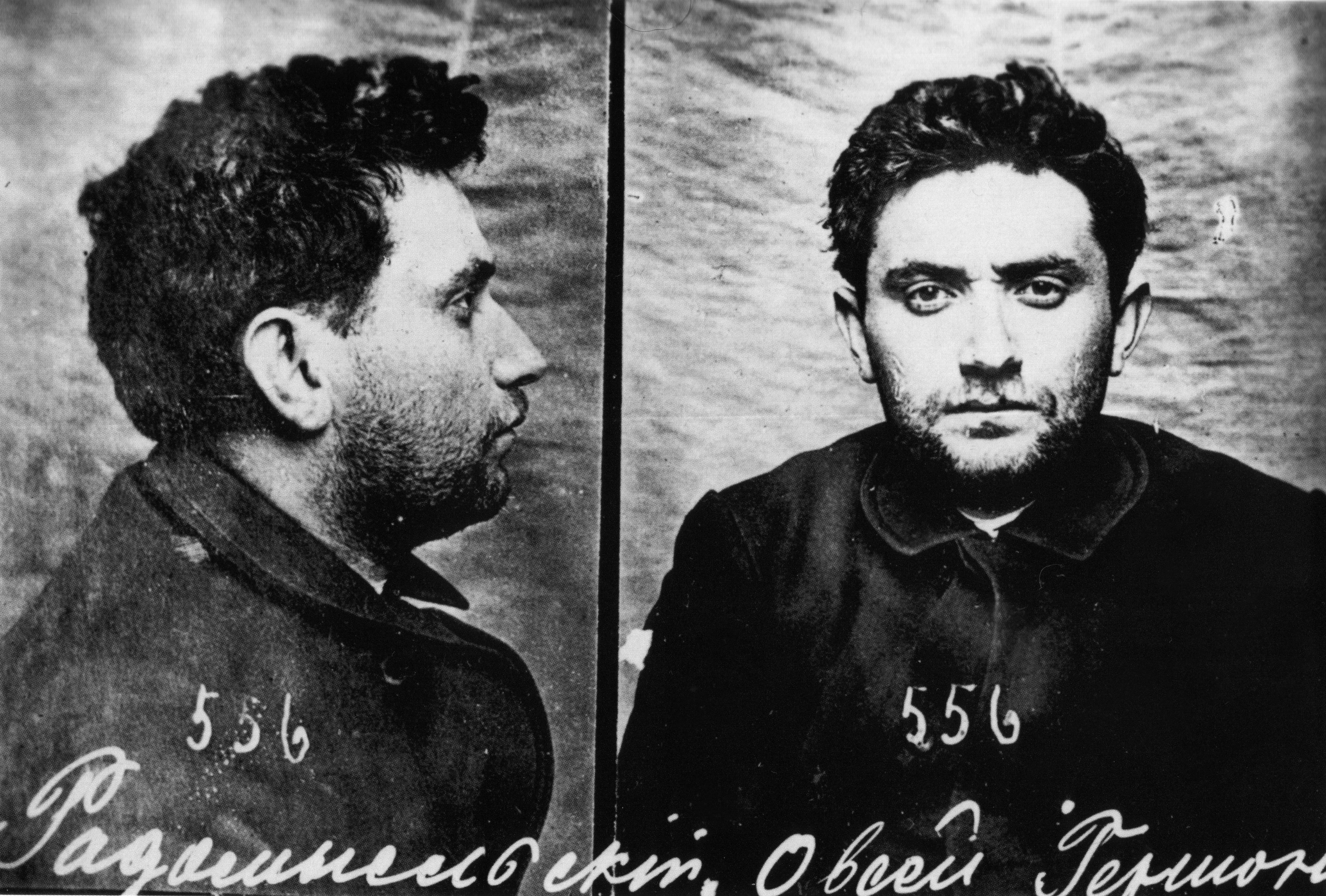
Зиновьев во время ареста в 1908 году

Григорий Евсеевич родился в Елисаветграде (в 1924—1934 годах в его честь город носил название Зиновьевск, до 2016 года Кировоград, ныне Кропивницкий) в состоятельной еврейской семье. Получил домашнее образование под руководством отца Аарона Радомысльского, который был владельцем молочной фермы.
Примерно в десятилетнем возрасте Гершен-Овсей случайно столкнул своего младшего двоюродного брата в отстойную яму для извести, что обернулось трагедией — ребёнок погиб. Биограф Зиновьева Вячеслав Самоходкин склонен считать, что этот случай оставил глубокую психологическую травму.  
Участвовал в организованном революционном движении с 1901 года, когда и стал членом РСДРП. Подвергшись преследованию полиции за организацию стачек рабочих в Новороссийске, в 1902 эмигрировал в Берлин, затем жил в Париже и Берне, где в 1903 году и познакомился с В. И. Лениным. Впоследствии Зиновьев был одним из наиболее близких к вождю партии людей и долгое время его постоянным представителем в социалистических организациях Европы. На II съезде РСДРП в 1903 году Зиновьев поддержал позицию Ленина, примкнув к большевикам, после чего вернулся на родину, где проводил активную пропагандистскую работу на территории Украины.
По причине болезни в 1904 году вновь покинул страну. Вскоре поступил на химический факультет Бернского университета, однако прервал учёбу для участия в революции 1905—1907 годов. Вернувшись в Россию, был избран членом Петербургского горкомитета РСДРП. Из-за новых приступов вновь вернулся в Берн, поступив на этот раз на юридический факультет. Некоторое время спустя в марте 1906 года снова находился в Петербурге. На V Лондонском съезде партии избран в состав ЦК (получил больше всех голосов после Ленина). Стал одним из редакторов подпольно издававшихся газет «Социал-демократ» и «Вперёд». В 1908 году был арестован, но через 3 месяца освобождён из-за болезни, после чего вновь эмигрировал — совместно с Лениным выехал на территорию австрийской Галиции.
По утверждению Леонида Млечина, Ленин «добился образования Заграничного бюро ЦК во главе с Зиновьевым, который руководил всей работой за границей и поддерживал связь с Россией».

### 1917 год
3 апреля 1917 года Зиновьев, его вторая жена Злата Лилина с сыном Стефаном и его первая жена Сарра Равич, с которой он был в разводе, вернулись в Россию вместе с Лениным в пломбированном вагоне.
После событий 4 июля 1917 года вместе с Лениным скрывался от преследований Временного правительства в шалаше на озере Разлив.
В большевистском списке по выборам в Учредительное собрание шёл вторым после Ленина.

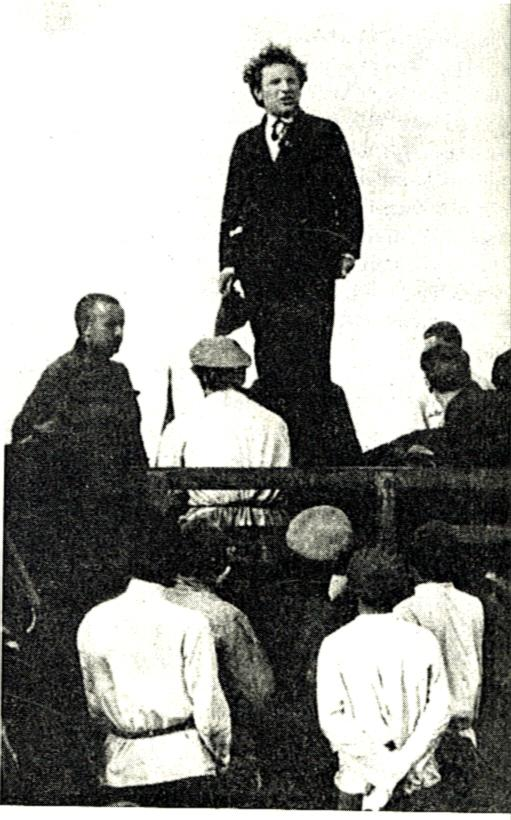
Выступление Зиновьева на митинге в декабре 1917 года

10 октября (23 октября по новому стилю) на закрытом заседании большевистского ЦК совместно со Львом Борисовичем Каменевым выступил против ленинской резолюции о вооружённом восстании и проголосовал против свержения Временного правительства в ходе восстания, считая это преждевременным. Более того, Зиновьев и Каменев продемонстрировали свою оппозицию к большинству членов ЦК ещё и своим открытым выступлением в органе меньшевиков «Новая жизнь», фактически вскрыв перед правительством намерения большевиков и левых эсеров. Ленин считал эти действия Зиновьева и Каменева предательскими: «Каменев и Зиновьев выдали Родзянко и Керенскому решение ЦК своей партии о вооружённом восстании…». Поэтому руководством большевистской партии ставился вопрос об исключении их из партии, но ограничились запретом выступать от имени ЦК. Позже их несогласие с решением своих товарищей было упомянуто Лениным в «Завещании»: «Октябрьский эпизод Зиновьева и Каменева, конечно, не являлся случайностью».
Вскоре после захвата власти в Петрограде большевиками и левыми эсерами в ходе Октябрьского вооружённого восстания 25 октября (7 ноября по новому стилю) 1917 года наметились первые выступления против новой власти. 29 октября Викжель — Всероссийский исполнительный комитет железнодорожников — провозгласил забастовку с требованиями формирования из партий эсеров, меньшевиков и большевиков однородного социалистического правительства без участия в нём лидеров революции Ленина и Троцкого. Зиновьев, Каменев, Виктор Ногин и Алексей Рыков среагировали на требования Викжеля совместной позицией относительно необходимости переговоров с Викжелем и исполнения его требований, объясняя это потребностью в объединении всех социалистических сил для противостояния угрозе контрреволюции. Несмотря на то, что эта группа смогла на некоторое время склонить на свою сторону относительное большинство членов ЦК, провал выступления Керенского — Краснова на подступах к Петрограду позволил Ленину и Троцкому прервать наметившиеся переговоры с бунтующим профсоюзом. В ответ 4 ноября Зиновьев, Каменев, Рыков, Ногин и Милютин подали заявления о выходе из состава Центрального комитета. На следующий день Ленин выступил с заявлением, в котором осудил позицию покинувших ЦК большевиков, назвав их «дезертирами».

### После 1917 года
А Зиновьев всем

Вёл такую речь:

«Братья, лучше нам

Здесь костьми полечь,

Чем отдать врагу

Вольный Питер-град

И идти опять

В кабалу назад».

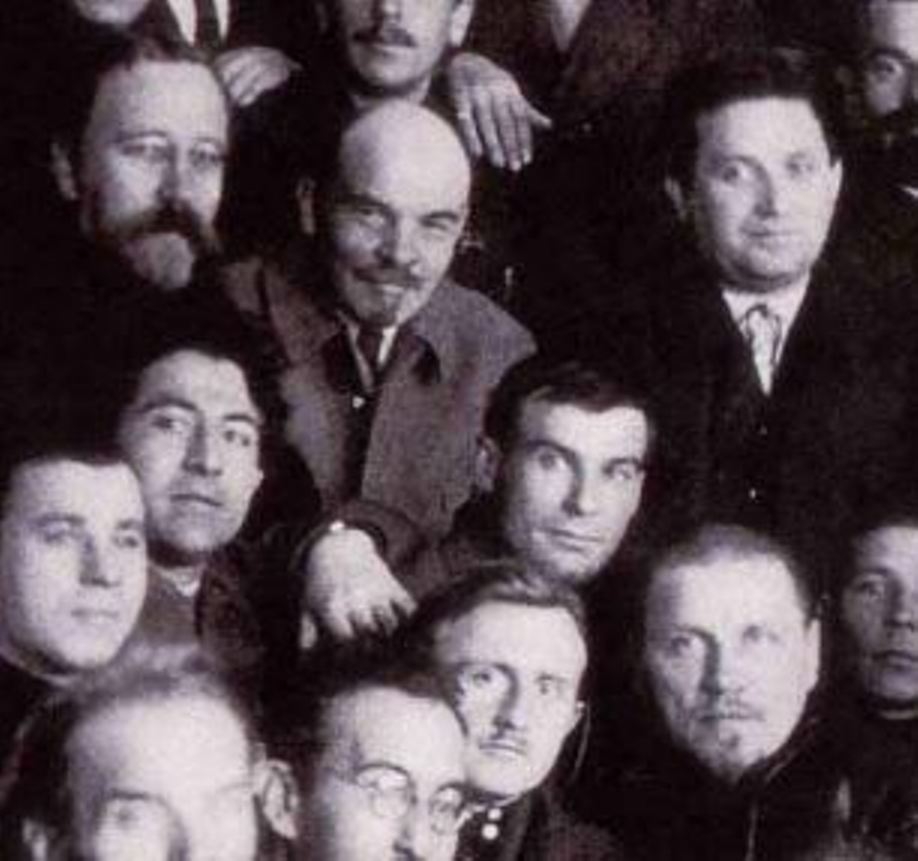
С Лениным и Каменевым среди членов ВЦИК, октябрь 1922 года

Тем не менее, вскоре Зиновьеву было разрешено вернуться к политической деятельности. С декабря 1917 по март 1926 года он являлся председателем Петроградского (впоследствии Ленинградского) Совета. В Петрограде на протяжении Гражданской войны также занимал посты председателя Совнаркома Петроградской трудовой коммуны, председателя Совнаркома Союза коммун Северной области (май 1918 — февраль 1919) и председателя Комитета революционной обороны Петрограда, а также члена Реввоенсовета 7-й армии. Когда петроградские рабочие призвали в ответ на убийства М. С. Урицкого, В. Володарского, а также покушения на Ленина начать «красный террор», Зиновьев отказался. Ленин в ответ на это подверг Зиновьева резкой критике. Руководил обороной города от наступавших белых армий Юденича, однако фактический организатор Красной Армии Лев Троцкий считал его весьма посредственным военным деятелем (возможно, сказалась и личная неприязнь Троцкого к Зиновьеву, возникшая после конфликта вокруг Викжеля). В силу своих широких полномочий в качестве руководителя Петрограда Зиновьев выступал против решения В. И. Ленина перенести столицу Советской России в Москву.
Поддержав позицию Ленина относительно подписания Брестского мира с Германией и Австро-Венгрией 1918 года, вновь вернул себе расположение Председателя Совнаркома. В состав Центрального комитета Зиновьев был возвращён на VII съезде партии 8 марта 1918 года. Через год был избран членом новосозданного Политбюро без права голоса на VIII партийном съезде 25 марта 1919 года.
Высокое доверие к нему в партии было выражено и в назначении Зиновьева председателем Исполкома Коммунистического Интернационала (на посту с марта 1919 года до 1926 года, ушёл в результате конфликта со Сталиным). Именовался «вождём Коминтерна». Во время председательства в Исполкоме Коминтерна поощрял фракционные склоки и первый ввёл термин «социал-фашизм» по отношению к социал-демократическим партиям Западной Европы.
По свидетельству П. А. Сорокина, во время Гражданской войны и после неё, Зиновьев, будучи «революционным диктатором» Петрограда с неограниченными полномочиями, выступал как главный организатор политики «красного террора» против петроградской интеллигенции и бывшего дворянства, вплоть до полного физического уничтожения эксплуататорских классов. Среди интеллигенции Зиновьев получил презрительную кличку «Гришка Третий» (после Григория Отрепьева и Григория Распутина). В частности, по постановлению Петроградского Совета в 1921 г. были расстреляны участники так называемого «заговора Таганцева», в том числе поэт Николай Гумилёв. Но вместе с тем в литературе отмечается и позитивная роль Зиновьева в улучшении быта интеллигентов в Петрограде времён Гражданской войны, взаимодействие с М. Горьким и другими деятелями по привлечению их на сторону Советской власти, а также общая мягкость зиновьевской политики в этой области.
В 1921—1926 годах являлся членом Политбюро. Стремясь стать одним из главных лидеров партии, Зиновьев выступал с отчётными докладами на XII и XIII съездах РКП(б). Пропагандировал ленинское наследие, печатая огромное количество книг со своими статьями, речами и так далее. Было начато издание его собрания сочинений.
Зиновьев сыграл важную роль в возвышении Сталина. Именно по идее Зиновьева в 1922 году Каменев предложил назначить Сталина на пост Генерального секретаря ЦК РКП(б). На XII съезде партии в 1923 году Зиновьев выступал с политическим отчётом ЦК, вместе с Каменевым и Сталиным в составе т. н. «тройки Каменев—Зиновьев—Сталин» вёл в это время борьбу против Троцкого. Особенно важную роль Зиновьев сыграл в ходе «литературной дискуссии» 1924 года, которая была направлена на политическую дискредитацию Троцкого. В частности, Зиновьев совместно с Каменевым составляли планы организации осуждения троцкизма в печати.

### В оппозиции

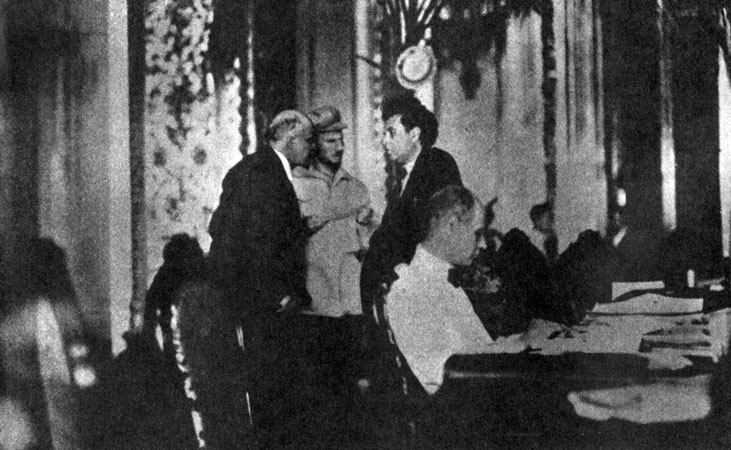
Зиновьев с Лениным и Бухариным на II конгрессе коминтерна, 1920 год

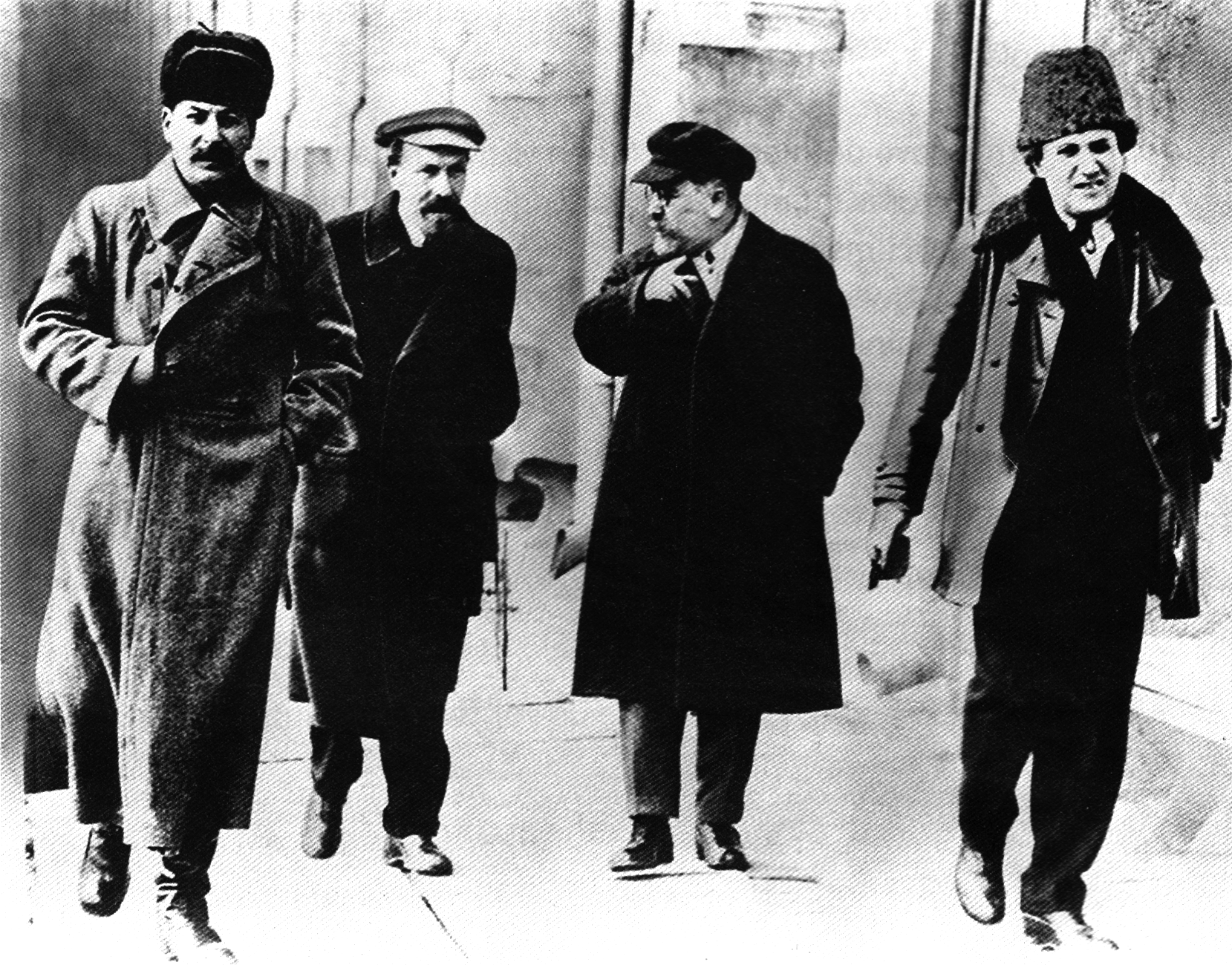
Члены Советского правительства идут из Кремля на Красную площадь. Слева направо: И. В. Сталин, А. И. Рыков, Л. Б. Каменев, Г. Е. Зиновьев. 7 ноября 1925 года

Но в декабре 1925 года, на XIV съезде ВКП(б), Зиновьев, поддержанный Каменевым и ленинградской делегацией, от имени «новой оппозиции» выступил против группы Сталина (Молотов, Рыков, Бухарин и др.) и партийного большинства. В 1926 году его отстранили от руководства Ленсоветом и Исполкомом Коминтерна, решением пленума ЦК вывели из Политбюро (был избран в 1921 году). Объединение с Троцким привело к тому, что в 1927 году Зиновьева вывели также из ЦК (членом которого он был с 1907 года), исключили из партии, 28 ноября исключили из Общества старых большевиков и выслали. В начале 1928 года Зиновьев и Каменев были отправлены в ссылку в Калугу. Сторонники Зиновьева также понесли наказания по партийной и служебной линии.
В 1928 году, после покаяния, Зиновьев был восстановлен в партии. В феврале 1930 года он решением Политбюро был назначен ректором Казанского университета, однако на протяжении 1930 и 1931 гг. ему удавалось раз за разом добиваться отсрочки выполнения решения. В итоге пост ректора Зиновьев так и не занял, в Казань не выезжал, а в декабре 1931 г. его утвердили заместителем председателя Государственного ученого совета и членом коллегии Народного комиссариата просвещения РСФСР. Занимался литературно-публицистической деятельностью. В октябре 1932 года вновь исключён (за недоносительство в связи с делом «Союза марксистов-ленинцев»), арестован, Особым совещанием при ОГПУ осуждён на 4 года ссылки и выслан в Кустанай.
В ссылке перевёл книгу Адольфа Гитлера «Майн кампф», которая была издана в 1933 году ограниченным тиражом для изучения партийными работниками.
В 1933 году по решению Политбюро восстановлен в рядах ВКП(б) и направлен на работу в Центросоюз. После направления соответствующей просьбы Сталину Зиновьев был приглашён на XVII съезд партии в феврале 1934 года, на котором выступил с хорошо подготовленной покаянной речью, полной славословий в адрес Сталина и его соратников, а также самобичевания за оппозиционную деятельность в прошлом:

Товарищи, сколько личных нападок было со стороны моей и других бывших оппозиционеров на руководство партии и в частности на товарища Сталина! И мы знаем теперь все, что в борьбе, которая велась товарищем Сталиным на исключительно принципиальной высоте, на исключительно высоком теоретическом уровне, — что в этой борьбе не было ни малейшего привкуса сколько-нибудь личных моментов.

Занимался литературной деятельностью, автор книги «Карл Либкнехт» в серии ЖЗЛ. После выступления на XVII съезде был введён членом в редколлегию журнала «Большевик», где работал с апреля по июль 1934 года.

### Смерть

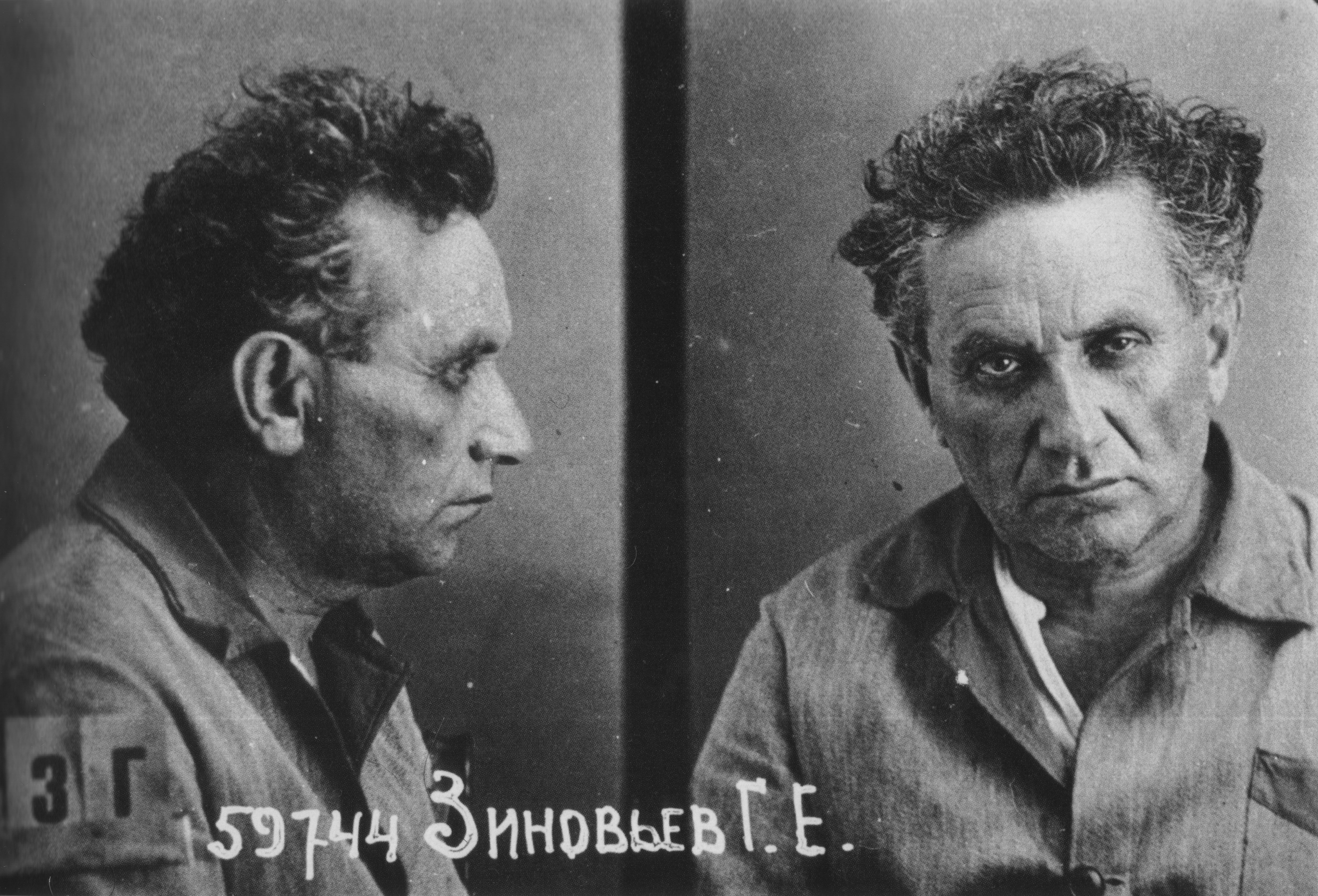
Фото Зиновьева перед Вторым процессом, август 1936 года

16 декабря 1934 года Зиновьев арестован, исключён из партии и вскоре осуждён на десять лет тюрьмы по делу «Московского центра». Содержался в Верхнеуральском политизоляторе. В 1935 году вёл записи, обращённые к Сталину. В частности, он писал:

«В моей душе горит желание: доказать Вам, что я больше не враг. Нет того требования, которого я не исполнил бы, чтобы доказать это… Я дохожу до того, что подолгу пристально гляжу на Вас и других членов Политбюро портреты в газетах с мыслью: родные, загляните же в мою душу, неужели Вы не видите, что я не враг Ваш больше, что я Ваш душой и телом, что я понял всё, что я готов сделать всё, чтобы заслужить прощение, снисхождение…»
— Заявление Зиновьева 16 июля 1935 года
24 августа 1936 года Зиновьев был приговорён к исключительной мере наказания по делу Антисоветского объединённого троцкистско-зиновьевского центра. Расстрелян ночью 25 августа в Москве в здании ВКВС СССР. По заявлению Саймона Себаг-Монтефиоре, который утверждал, что ему сообщили подробности «очевидцы», перед казнью Зиновьев униженно молил о пощаде, даже выкрикнул, что всё это «фашистский заговор» и умолял позвонить Сталину, который обещал сохранить им жизнь, и даже целовал сапоги своим палачам, на что Каменев ответил ему: «Перестаньте, Григорий, умрём достойно!» Бывший сотрудник НКВД Александр Орлов в своей книге «Тайная история сталинских преступлений» написал, что при исполнении приговора присутствовали глава НКВД Г. Г. Ягода, заместитель главы НКВД Н. И. Ежов и начальник охраны Сталина К. В. Паукер (все трое в последующие три года расстреляны). Пули, которыми были убиты Зиновьев, Каменев и И. Н. Смирнов, забрал к себе домой Ягода, они были изъяты при обыске во время его ареста и попали в дом Ежова, откуда позже были изъяты уже при аресте самого Ежова.
Реабилитирован Пленумом Верховного Суда СССР 13 июля 1988 года. В партии так и не был посмертно восстановлен.

## Личность
Е. Е. Лазарев писал о Зиновьеве в Швейцарии:

Ленин <…> стал разливать свой яд через обычный канал — через своего послушного и верного лакея — энергичного, циничного, деревянного и бессердечного опричника — «товарища Зиновьева»
Троцкий описывал Зиновьева следующим образом:

В агитационном вихре того периода, большое место занимал Зиновьев, оратор исключительной силы. Его высокий теноровый голос в первый момент удивлял, а затем подкупал своеобразной музыкальностью. Зиновьев был прирождённый агитатор… Противники называли Зиновьева наибольшим демагогом среди большевиков… На собраниях партии он умел убеждать, завоёвывать, завораживать, когда являлся с готовой политической идеей, проверенной на массовых митингах и как бы насыщенной надеждами и ненавистью рабочих и солдат. Зиновьев способен был, с другой стороны, во враждебном собрании, даже в тогдашнем Исполнительном комитете, придавать самым крайним и взрывчатым мыслям обволакивающую, вкрадчивую форму, забираясь в головы тех, которые относились к нему с заранее готовым недоверием. Чтобы достигать таких неоценимых результатов, ему мало было одного лишь сознания своей правоты; ему необходима была успокоительная уверенность в том, что политическая ответственность снята с него надёжной и крепкой рукою. Такую уверенность давал ему Ленин.

Луначарский писал:

Сам по себе Зиновьев человек чрезвычайно гуманный и исключительно добрый, высокоинтеллигентный, но он словно немножко стыдится таких своих свойств и готов заключиться в броню революционной твёрдости, иногда, может быть, даже чрезмерной. (…) Я хочу отметить ещё одну черту Зиновьева, его совершенно романтическую преданность своей партии. Обыкновенно в высшей степени деловой и трезвый, Зиновьев в своих торжественных речах по поводу тех или других юбилейных моментов партии подымается до настоящих гимнов любви к ней.

Сотрудница Коминтерна А. Куусинен в своей книге «Господь низвергает Своих ангелов» вспоминает:

В коминтерновских кругах у Зиновьева было два прозвища: «ленинградский царёк» и второе, придуманное Отто [Куусиненым], — «сатрап»…
Личность Зиновьева особого уважения не вызывала, люди из ближайшего окружения его не любили. Он был честолюбив, хитёр, с людьми груб и неотёсан… Это был легкомысленный женолюб, он был уверен, что неотразим. К подчинённым был излишне требователен, с начальством — подхалим. Ленин Зиновьеву покровительствовал, но после его смерти, когда Сталин стал пробиваться к власти, карьера Зиновьева стала рушиться.

В своих воспоминаниях Борис Бажанов писал:

Зиновьев был человек умный и культурный; ловкий интриган, он прошёл длинную ленинскую дореволюционную большевистскую школу. Порядочный трус, он никогда не склонен был подвергаться рискам подполья и до революции почти вся его деятельность протекала за границей. 
Трудно сказать почему, но Зиновьева в партии не любят. У него есть свои недостатки, он любит пользоваться благами жизни, при нём всегда клан своих людей; он трус; он интриган; политически он небольшой человек; но остальные вокруг не лучше, а многие и много хуже. Формулы, которые в ходу в партийной верхушке, не очень к нему благосклонны (а к Сталину?): «Берегитесь Зиновьева и Сталина: Сталин предаст, а Зиновьев убежит».
При всём том у него есть общая черта с Лениным и Сталиным: он остро стремится к власти; конечно, у него это не такая всепоглощающая страсть, как у Сталина, он не прочь и жизнью попользоваться…

Секретарь Коминтерна Анжелика Балабанова в своих воспоминаниях «Моя жизнь — борьба» писала: 

После Муссолини, которого я всё-таки лучше и дольше знала, я считаю Зиновьева самым презренным человеком, с которым я когда-либо встречалась…
…Впервые я увидела Зиновьева в действии в Циммервальде. Я заметила тогда, что всякий раз, когда нужно было осуществить какой-нибудь нечестный фракционный манёвр, подорвать чью-либо репутацию революционера, Ленин поручал выполнение такой задачи Зиновьеву.
…Зиновьев был интерпретатором и исполнителем воли других людей, а его личная проницательность, двусмысленное поведение и бесчестность давали ему возможность выполнять эти обязанности более эффективно, чем это мог сделать более щепетильный человек.

## Семья
- Отец — Радомысльский Арон Маркович (1859—?).
- Первая жена — Сарра Наумовна Равич (1879—1957), псевдоним — Ольга. Профессиональная революционерка. Член РСДРП с 1903 года. После убийства М. С. Урицкого исполняла обязанности комиссара внутренних дел Северной области. Арестовывалась в 1934, 1937, 1946 и 1951 годах. Освобождена в 1954 году.
- Вторая жена — Злата Ионовна Лилина (1882—1929), псевдоним Левина Зина. Член РСДРП с 1902 года. Сотрудница газет «Правда», «Звезда», работник Петросовета.
- Сын от второй жены — Стефан Григорьевич Радомысльский (1908—1937), арестован и расстрелян. Его жена Левина Берта Самойловна (во втором браке — Джафарова)[26] дважды арестовывалась, находилась в заключении, в ссылке.
- Третья жена — Евгения Яковлевна Ласман (1894—1985). Находилась в ссылках и тюрьмах с 1936 по 1954 год. Реабилитирована Военной коллегией Верховного Суда РФ 17 марта 2006 года.

## Память

### Топонимы
- В 1924—1934 годах город Кропивницкий (Кировоградская область, Украина) назывался Зиновьевск.

### Киновоплощения
- Апфельбаум («Октябрь», 1927)
- ?? («Великое зарево», 1938)
- Борис Оленин («Незабываемый 1919 год», 1951) — в титрах не указаны ни роль, ни актёр
- Григорий Мерлинский («Вихри враждебные», 1953) — эпизод, в титрах не указан
- Марк Никельберг («В дни Октября», 1958, «Синяя тетрадь», 1963)
- Фридрих Шюттер («Bürgerkrieg in Rußland», телесериал (ФРГ, 1967)
- Джон Рис-Дэвис («Падение орлов» «Fall of Eagles» (Англия, 1974).
- Жерар Кальё («Сталин-Троцкий» / «Staline-Trotsky: Le pouvoir et la révolution», Франция, 1979)
- Ежи Косинский («Красные», 1981)
- Ярослав Барышев («Красные колокола», 1983)
- Дитрих Маттауш / Dietrich Mattausch («Матросы Кронштадта» / Die Matrosen von Kronstadt, ФРГ, 1983)
- Паоло Боначелли («Ленин. Поезд», 1988)
- Всеволод Плоткин («Враг народа — Бухарин», 1990)
- Андраш Балинт («Сталин», 1992)
- Алексей Сафонов («Под знаком Скорпиона», 1995)
- Пеэтер Волконски («Все мои Ленины», 1997)
- Валерий Шевченко («Дети Арбата», 2004)
- Олег Комаров («Есенин», 2005)
- Евгений Князев («Декабрьская жара» / «Detsembrikuumus», Эстония, 2008)
- Юрий Герцман («Лиговка», 2010)
- Сергей Перевоев («Сталин с нами», 2013).
- Тим Чарльз (Горькая жатва, 2017)
- Георгий Фетисов («Демон революции», 2017)
- Денис Пьянов («Троцкий», 2017)
- Артур Харитоненко («Крылья Империи», 2017)
- Кирилл Ульянов («Подкидыш», 2019)

## Сочинения
- Сочинения. — Т. 1—8, 14—15. — М.—Петроград(Л.), ГИЗ, 1923—1929.
- Австрия и мировая война. — Петроград, 1918.
- Война и кризис социализма — Петроград, 1920.
- Двенадцать дней в Германии. — Петроград, 1920.
- Коммунистический интернационал за работой. — М.—Петроград, 1922.
- История РКП(б) — М.—Петроград, 1923 (не менее 30 переизданий).
- Мировая партия ленинизма. — М., 1924.
- Большевизация-стабилизация. — Л., 1925.
- Год революции. — Л., 1925.
- История первой русской революции. — Гомель, 1925.
- Философия эпохи — М.—Л., 1925.
- Ленинизм — Л., 1925.
- Коминтерн в борьбе за массы. — М.—Л., 1926.
- Наши разногласия. — М.—Л., 1926.
- Война, революция и меньшевизм. — М.—Л., 1931.
- Карл Либкнехт. — (ЖЗЛ) — М.. Жургаз, 1933.
- Гражданская война в Австрии. — Х., 1934.